# Sven Klingberg
Karl Sven Emanuel Klingberg, född 29 juli 1900 i Kristinehamn, död 24 juli 1986 i Djursholm, var en svensk ingenjör.
Sven Klingberg var son till trafikdirektören Ernst Theodor Emanuel Klingberg. Efter studentexamen i Göteborg 1919 och avgångsexamen från Chalmers teknologiska institut 1923 var han verksam vid ett antal företag i USA som konstruktör för hus- och brobyggnader samt vatten- och ångkraftanläggningar. 1929–1935 var Klingberg anställd vid AB Vattenbyggnadsbyrån i Stockholm, och samtidigt 1932–1933 verkade han som konstruktör vid Stockholms stads slussbyggnadskommitté. 1935 utsågs han till konstruktionschef hos Svenska entreprenad AB med placering i Teheran 1935–1937 och därefter vid huvudkontoret i Stockholm. 1944 tillträdde han samma befattning vid AB Skånska cementgjuteriets utlandsavdelning med placering i London. Under sin tid i Iran utförde Klingberg ett flertal märkliga brobyggnadsarbeten, av vilka ett i Dizfoul, ett krävande ombyggnad av en gammal bro på fundament från Alexander den stores tid ådrog sig särskild uppmärksamhet. Han är begravd på Norra begravningsplatsen utanför Stockholm.